# Malbao
Malbao est une localité du Cameroun située dans la commune de Moutourwa, le département du Mayo-Kani et la Région de l'Extrême-Nord, au pied des monts Mandara, à proximité de la frontière avec le Tchad.

## Localisation
Malbao est localisé à 10° 07′ 46″ N, 14° 08′ 12,8″ E.